# Harvungfjärden
Harvungfjärden är en fjärd i Finland. Den ligger i landskapet Österbotten, i den sydvästra delen av landet, 300 km nordväst om huvudstaden Helsingfors.
Harvungfjärden ligger vid Harrström i kommunen Korsnäs där Tölån mynnar i havet. Fjärden avgränsas av fastlandet i öster och söder samt av öarna Mittigrynnorna, Bäcksgrundet, Yttre Utstenarna och Inre Utstenarna i väster och norr. Den övergår i norr till Norrströmmen.